# ブンブン丸 (パチンコ)
ブンブン丸（ぶんぶんまる）は、1991年、および1995年に平和が開発、発売した羽根モノパチンコ機。同社の羽根モノとしては、3機種目の許可機種である。

## 特徴
- オーソドックスなパチンコ機として羽根モノファンの支持を受けた。
- 大当たり中は大役物に3個までの貯蓄が行われ、5個のV以外のポケット入賞で貯蓄解除となる。状況に応じて止め打ちするなどで、うまく貯蓄機能を生かすことが出球を稼ぐテクニックといえる。

## スペック
- 『ブンブン丸10』（1991年）
  - 賞球数 10 大当たり15R10C

- 『ブンブン丸DX』（1995年）
  - 賞球数 10 大当たり15R10C

## ゲーム機
- 『HEIWAパチンコワールド2』（ショウエイシステム、1995年9月29日、スーパーファミコン用ゲームソフト）
- オンラインゲームサイト『777town.net』にてプレイが可能である。